# 秋元才加
秋元 才加（あきもと さやか、1988年〈昭和63年〉7月26日 - ）は、日本の女優、タレント。女性アイドルグループAKB48およびその派生ユニットDiVAの元メンバー。
千葉県松戸市出身。元フレイヴ エンターテインメント所属（2022年9月まで専属契約、2023年6月まで業務委託契約）。夫はラッパーのPUNPEE。

## 来歴
フィリピンのマニラ首都圏マカティにある病院で日本人の父とフィリピン人の母との間に生まれ、千葉県松戸市で育つ。松戸市立六実中学校を経て、千葉県立船橋西高等学校卒業。
芸能人になりたいという願望から、高校時代にいくつかオーディションを受ける。
2006年2月26日、『第二期AKB48追加メンバーオーディション』に合格。同年4月1日、AKB48劇場でのチームK初日公演において、公演デビュー。
2009年6月から7月にかけて実施された『AKB48 13thシングル選抜総選挙「神様に誓ってガチです」』では12位で、メディア選抜入りする。同年8月23日の『読売新聞創刊135周年記念コンサート AKB104選抜メンバー組閣祭り』の夜公演で、2010年より新生チームKのキャプテンになることが発表され、同年3月12日に就任。
2010年5月から6月にかけて実施された『AKB48 17thシングル選抜総選挙「母さんに誓って、ガチです」』では17位で、シングル選抜入りする。7月10日・11日に開催された『AKB48 コンサート「サプライズはありません」』で、18thシングルのカップリング曲は新たに結成したチームピグ10組のうち、投票により1組を選ぶという旨が発表された。秋元は「サリー秋元」名義で「カムチャッカ渡り鳥慕情」をAKB48初の演歌で、単独ソロとして挑戦。8月9日の結果発表で、第5位となる。10月4日からはフジテレビ『森田一義アワー 笑っていいとも!』に月曜日レギュラーで出演することが発表された。なお、2012年3月30日放送分をもって同番組のレギュラー出演を卒業した。
2010年10月16日には、一部で報じられた仕事仲間の男性（広井王子）を不用意に自宅へ宿泊させたことに関し、その責任を取るため「チームKキャプテンを辞任する」と『AKB48のオールナイトニッポン』（ニッポン放送）出演の際に自ら発表した。
2011年2月27日に開催された東京マラソン2011に「支えてくれた方々に一からリスタートで頑張る自分を見せたい」という決意でランナーとして参加し、6時間53分53秒（ネットタイムは6時間50分06秒）のタイムで完走した。トレーナーはセカンドウィンドAC・スタッフの尾崎朱美。さらに、ゴールした後に出演したマラソン中継特別番組内では、秋元康から番組に宛てたメールが読み上げられ、その中でチームKキャプテンへの復帰が言い渡された。その後、同日にAKB48劇場で開催されたチーム研究生・夜公演に、梅田彩佳、宮澤佐江、増田有華と4人でゲスト出演。キャプテン復帰報告を行うとともに、前述の4人で新ユニット・DiVAとして、シングル「月の裏側」をリリースすることを発表。しかし、3月11日に発生した東日本大震災の影響により、シングルのリリースは4月27日から5月18日に延期された。
2011年5月から6月にかけて実施された『AKB48 22ndシングル選抜総選挙「今年もガチです」』では、5月25日に速報を発表した時点では23位だったが、最終結果は前年に引き続きシングル選抜入りとなる17位であった。
2011年9月20日に開催された『AKB48 24thシングル選抜じゃんけん大会』は5位で、選抜入りを果たした。
2012年2月26日、東京マラソン2012に出場し、前回の記録を1時間以上も短縮し5時間34分13秒のタイムで完走した。
2012年5月から6月にかけて実施された『AKB48 27thシングル選抜総選挙』では20位で、アンダーガールズ入りを果たした。
2012年8月24日、『AKB48 in TOKYO DOME 〜1830mの夢〜』初日公演において、各チーム再編後のチームKキャプテンは大島優子に交代することが発表される。なお秋元の異動はなかった。同年11月1日にチーム再編された新体制に移行。
2013年4月7日、公式ブログにおいて、AKB48を卒業することと、同年5月から6月にかけて実施される『AKB48 32ndシングル選抜総選挙』に立候補しないことを表明した。なお、卒業セレモニーは8月22日に、卒業公演は8月28日に行われた。
2014年6月20日、フィリピンの観光親善大使に就任。2015年6月2日には、来日中のフィリピン大統領のベニグノ・アキノ3世が都内のホテルで催した「大統領と在日フィリピンコミュニティーとの集い」に、特別ゲストとして招待された。
2018年5月、「B.LEAGUE CHAMPIONSHIP 2017-18 アンバサダー」に就任。
2020年7月、映画『山猫は眠らない』シリーズの8作目に出演することが決定。ハリウッドデビューを果たす。
2022年、『鎌倉殿の13人』で大河ドラマ初出演（巴御前役）。
2022年9月30日、フレイヴ エンターテインメントとの専属契約を終了。以後は個人として活動し、一部の仕事に関しては継続してフレイヴ エンターテインメントに業務を委託していたが、2023年6月30日をもって業務委託契約を期間満了につき終了した。

## 人物
- 秋元康と同姓であるため度々親子、親戚関係説を挙げられることがあるが、偶然苗字が同じであるというだけであり、血縁・婚姻関係は一切無い[要出典]。
- 大相撲の髙安晃（田子ノ浦部屋）とは幼少時から親交があり、両国国技館での本場所では高安の応援をかねて観戦することもある[28]。
- 好きな歌手は、ジャニス・ジョプリン、マイケル・ジャクソンなど[29]。
- 英語が得意だが[30]、フィリピンの公用語の一つであるタガログ語は苦手[31]。
- 合気道2段。学生時代には、バスケットボール部と陸上部を掛け持ちしていたが、長距離走は苦手としている[32]。また、スポーツを長時間見るのは苦手で、行う方が好き[33]。
- 筋肉美に定評がある[34]。
- 理想の結婚生活は、「夫と同じマンションの隣の部屋に住むこと」[35]。

### 家族
- 父親は日本人で母親がフィリピン人[36]。弟がいる[37]。
- 2020年6月20日、ラッパーのPUNPEEと結婚した[38]。
- 2023年10月6日、第1子出産を報告[39]。

### AKB48時代

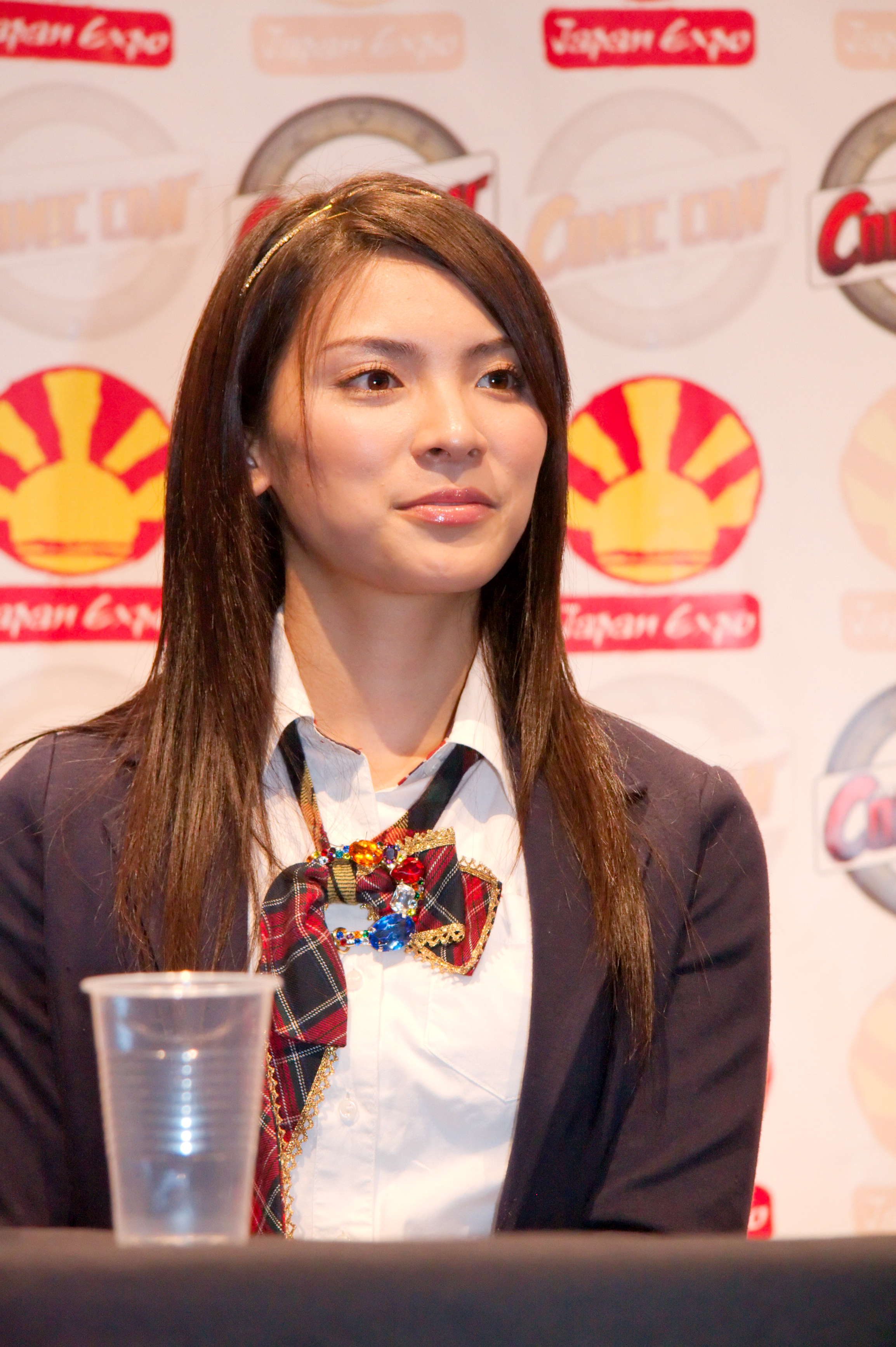
AKB48時代の秋元才加（Japan Expo 2009）

- キャッチフレーズは「強く、気高く、美しく」[40]。
- 才加を分解すると「オカロ」と読めることから、ファンの間では「オカロ」と呼ばれることがある[41]。倉持明日香からは「もっさん」と呼ばれる[42]。横山由依からは「もんさん」または「さやかちゃん」と呼ばれていた。
- AKB48在籍時に所属事務所が同じで、メンバー内では高身長であった宮澤佐江と合わせて「ツインタワー」という愛称で呼ばれ、行動を共にすることが多かった。また、宮澤の母親ともメル友[43]。
- 宮澤佐江と大島優子とはお互いを「心友」と呼び合い、グループ卒業後には「SyS」というスキューバーダイビング同好会を結成した[44]。
- 「男前（ここでは硬派の意）」な性格とされ、メンバーは「カッコいい」と口を揃えて評する。他のメンバーによって放り出されたトカゲやウナギを救出した。
- AKB48が第59回NHK紅白歌合戦への出場を逃した際、「この悔しさをこの身に刻み込もう、忘れないようにしようと思って」紅白歌合戦が行われる直前のある日にNHKホールへ自ら赴いた[45]。
- 英語を得意とするため、AKB48の日本国外公演において「大声ダイヤモンド」などの楽曲を英語バージョンで歌う際にはメインボーカルを務めた[46]。

## AKB48在籍時の参加曲

### シングルCD選抜曲
- 会いたかった
- 制服が邪魔をする
  - Virgin love - 「チームK」名義
- 軽蔑していた愛情
- BINGO!
- 僕の太陽
  - 未来の果実
- 「夕陽を見ているか?」に収録
  - ビバ! ハリケーン - 「ひまわり組」名義
  - 夕陽を見ているか?（ひまわり2.0Mix）
- ロマンス、イラネ
  - 愛の毛布 - 「ひまわり組」名義
  - ロマンス、イラネ（ひまわり 2nd 2.1 Mix）
- 桜の花びらたち2008
  - 最後の制服
- Baby! Baby! Baby!
  - 夢を死なせるわけにいかない
- 大声ダイヤモンド
  - 大声ダイヤモンド (team K ver.)
- 言い訳Maybe
- RIVER
- 「桜の栞」に収録
  - マジスカロックンロール
- 「ポニーテールとシュシュ」に収録
  - マジジョテッペンブルース
  - 盗まれた唇 - 「アンダーガールズ」名義
- ヘビーローテーション
  - 野菜シスターズ - 「野菜シスターズ」名義
- 「Beginner」に収録
  - 泣ける場所 - 「DIVA」名義
- 「チャンスの順番」に収録
  - ALIVE - 「チームK」名義
- 「桜の木になろう」に収録
  - エリアK - 「DIVA」名義
- 誰かのために -What can I do for someone?-
- 「Everyday、カチューシャ」に収録
  - ヤンキーソウル
- フライングゲット
  - 青春と気づかないまま
  - 野菜占い - 「野菜シスターズ2011」名義
- 「風は吹いている」に収録
  - ゴンドラリフト - 「アンダーガールズ ゆり組」名義
- 上からマリコ
  - ゼロサム太陽 - 「チームK」名義
- 「GIVE ME FIVE!」に収録
  - 羊飼いの旅 - 「スペシャルガールズB」名義
- 「真夏のSounds good !」に収録
  - 3つの涙 - 「スペシャルガールズ」名義
- 「ギンガムチェック」に収録
  - なんてボヘミアン - 「アンダーガールズ」名義
- 「UZA」に収録
  - スクラップ&ビルド - 「チームK」名義
- 「永遠プレッシャー」に収録
  - 私たちのReason
- 「So long !」に収録
  - 夕陽マリー - 「チームK」名義
- 「さよならクロール」に収録
  - How come ? - 「チームK」名義
- 「ラブラドール・レトリバー」に収録
  - 今日までのメロディー

SKE48名義
- 「チキンLINE」に収録
  - 旅の途中 - 「宮澤佐江と仲間たち」名義

### アルバム選抜楽曲
- 「神曲たち」に収録
  - Baby! Baby! Baby! Baby!
  - 君と虹と太陽と
- 「SET LIST〜グレイテストソングス〜完全盤」に収録
  - あなたがいてくれたから
- 「ここにいたこと」に収録
  - 僕にできること - 「チームK」名義
  - イイカゲンのススメ
  - ここにいたこと - 「AKB48+SKE48+SDN48+NMB48」名義
- 「1830m」に収録
  - 家出の夜 - 「チームK」名義
  - 青空よ 寂しくないか? - 「AKB48+SKE48+NMB48+HKT48」名義
- 「次の足跡」に収録
  - 強さと弱さの間で

### その他の参加楽曲
- シングルCD「TEAM-Z ORIGINAL SOUND TRACK」（「チームZ」名義）
  - 恋のお縄
  - 私の彼氏は銭形平次
  - 会いたかった 〜お江戸 Ver.〜
  - 銭形平次 〜TEAM-Z Ver.〜
- シングルCD「Mine」（「河西智美」名義）に収録
  - Enjoy your life !

### 劇場公演ユニット曲
チームK 1st Stage「PARTYが始まるよ」
- スカート、ひらり
- 星の温度
- あなたとクリスマスイブ

チームK 2nd Stage「青春ガールズ」
- Blue rose
- ふしだらな夏
- 禁じられた2人（河西智美のアンダー）

チームK 3rd Stage「脳内パラダイス」
- 君はペガサス

ひまわり組 1st Stage「僕の太陽」
- 向日葵
※ユニット参加ではないが、「アイドルなんて呼ばないで」ではバックでチアガール姿で登場する。

ひまわり組 2nd Stage「夢を死なせるわけにいかない」
- Confession
※一部演目では成瀬理沙とのダブルキャストの出演の場合もあり。

チームK 4th Stage「最終ベルが鳴る」
- リターンマッチ
- ごめんね ジュエル

チームB 3rd Stage「パジャマドライブ」
- 鏡の中のジャンヌ・ダルク

チームK 5th Stage「逆上がり」
- 虫のバラード（ソロユニット）

チームK 6th Stage「RESET」
- 明日のためにキスを

チームK ウェイティング公演
- あなたとクリスマスイブ
- 誘惑のガーター

## ディスコグラフィ

### タイアップ
| 楽曲                 | タイアップ                  |
| -------------------- | --------------------------- |
| 繊月〜光と闇の傍で〜 | 映画『媚空 -ビクウ-』主題歌 |

## 出演

### 映画
- 伝染歌（2007年8月25日公開、松竹） - 松田朱里 役
- 聖白百合騎士団（2009年5月9日公開、エースデュース） - 主演・有希恵 役
- ハイキック・ガール!（2009年5月30日公開、ヘキサゴン・ピクチャーズ） - リカ 役
- ウルトラマンサーガ（2012年3月24日公開、松竹） - アンナ 役[48]
- 奴隷区 僕と23人の奴隷（2014年6月28日公開、ティ・ジョイ） - 主演・荒川エイヤ 役（本郷奏多とW主演）
- マンゴーと赤い車椅子（2015年2月7日公開、アイエス・フィールド） - 主演・宮園彩夏 役[49]
- ギャラクシー街道（2015年10月24日公開、東宝） - マンモ隊員 役[50]
- 媚空 -ビクウ-（2015年11月14日公開、東北新社） - 主演・媚空 役[51]
- 山猫は眠らないシリーズ（ソニー） - ユキ・ミフネ（レディ・デス） 役[52]
  - 山猫は眠らない8 暗殺者の終幕（Sniper:Assassin's End、米・2020年6月16日）[53][54]
  - 山猫は眠らない9 ローグ・ミッション（Sniper:Rogue Mission、米・2022年製作）
- ビューティフル・ドリーマー（2020年11月6日公開、Cinema Lab） - アキモト サヤカ 役[55]
- 劇場版アイカツプラネット!（2022年7月15日公開、BN Pictures） - 綿貫いずみ 役
- #真相をお話しします（2025年4月25日公開、東宝）[56]

### テレビドラマ
- 正しい王子のつくり方（2008年1月8日 - 3月25日、テレビ東京） - 桐生夏輝 役
- 環境超人エコガインダーシリーズ（キッズステーション） - ムダーナ 役
  - 環境超人エコガインダー（2008年9月15日 - 2009年3月23日）
  - 環境超人エコガインダーⅡ 第9話・最終話（2010年10月18日・11月1日、キッズステーション）[57]
- こちら葛飾区亀有公園前派出所 第6話（2009年9月12日、TBS） - 本人 役
- サラリーマン金太郎2（2010年1月8日 - 3月12日、テレビ朝日） - 鳥居まどか 役
- あり得ない! 第7話（2010年2月24日、MBS） - 相原香織 役
- マジすか学園シリーズ（テレビ東京） - チョウコク 役
  - マジすか学園（2010年1月22日 - 3月26日）
  - マジすか学園2 第6話 - 第8話・最終話（2011年5月20日 - 6月3日・7月1日）
- 名探偵コナン 工藤新一への挑戦状〜（読売テレビ） - 鈴木園子 役
  - 名探偵コナン 工藤新一への挑戦状〜怪鳥伝説の謎〜（2011年4月15日）[58]
  - 名探偵コナン 工藤新一への挑戦状（2011年7月7日 - 9月29日）
- NHKドラマ部幽霊対策シリーズ（2012年 - 、NHK総合）
  - 朝ドラ殺人事件（2012年3月28日・29日） - 主演・新見美穂 役[59]
  - 大河ドラマ大作戦（2012年8月26日） - 主演・新見美穂 役[60][61]
  - 放送博物館危機一髪（2013年3月29日）
- So long ! 第2夜（2013年2月12日、日本テレビ）
- ディスカバーデッド 第1話（2013年6月24日、フジテレビTWO） - 人魚 役[62]
- 牙狼〈GARO〉-魔戒ノ花-（2014年4月4日 - 9月26日、テレビ東京） - 媚空 役[63]
- おやじの背中 最終話「北別府さん、どうぞ」（2014年9月14日、TBS、日曜劇場） - 上田 役
- 広島発!地域ドラマ 戦艦大和のカレイライス（2014年11月5日、NHK BSプレミアム） - 主演・呉羽沙織 役
- ORANGE 〜1.17 命懸けで闘った消防士の魂の物語〜（2015年1月19日、TBS） - 雪村華 役[64]
- 紅雲町珈琲屋こよみ（2015年4月29日、NHK） - 森野久実 役[65]
- 別れたら好きな人（2015年9月28日 - 11月27日、東海テレビ・フジテレビ系） - 木原めぐみ 役[66]
- 山本周五郎 人情時代劇 第2話「夜の辛夷（こぶし）」（2015年10月13日、BSジャパン） - お滝 役[67]
- 脱線刑事（2015年12月13日、TBS・CBCテレビ） - 吉峰涼花 役[68][69]
- スミカスミレ 45歳若返った女（2016年2月5日 - 3月25日、テレビ朝日） - 由ノ郷千明 役[70][71]
- グッドモーニング・コール（2016年2月12日 - 6月3日、フジテレビオンデマンド、Netflix） - ゆかり 役
- 嫌な女（2016年3月6日 - 4月10日、NHK BSプレミアム） - 藤田みゆき 役
- 牙狼〈GARO〉-魔戒烈伝- 第6話・第9話（2016年6月4日、テレビ東京） - 媚空 役
- スクラップ・アンド・ビルド（2016年12月17日、NHK総合） - 三崎楓 役
- 奪い愛、冬（2017年1月20 - 3月3日、テレビ朝日） - 豊野秀子 役[72]
- 脳にスマホが埋められた! 第3話（2017年7月20日、読売テレビ・日本テレビ系） - 本吉佳蓮 役[73]
- 土曜プレミアム 衝撃スクープSP 30年目の真実〜東京・埼玉連続幼女誘拐殺人犯・宮崎勤の肉声〜（2017年10月7日、フジテレビ） - ワイドショーリポーター 役[74]
- 黒井戸殺し（2018年4月14日、フジテレビ） - 本多明日香 役[75]
- 直撃!シンソウ坂上SP オウム天才信者VS伝説の刑事（2018年10月4日、フジテレビ） - ワイドショーリポーター清水 役
- 人生が楽しくなる幸せの法則 第5話・第6話（2019年2月7日・14日、日本テレビ） - 伊澤尚美 役
- 警視庁捜査資料管理室（2019年4月1日 - 6月10日、BSフジ） - 戸塚美保 役[76]
- 執事 西園寺の名推理2 第1話（2019年4月19日、テレビ東京） - 佐藤絹代 役
- やすらぎの刻〜道 平成編（2019年11月5日 - 2020年3月27日、テレビ朝日） - 根来文子 役[77][78]
- シロでもクロでもない世界で、パンダは笑う。 第3話（2020年1月26日、日本テレビ） - 宮澤沙奈恵 役[79]
- BSフジ開局20周年記念スペシャルドラマ「警視庁捜査資料管理室 スペシャル 〜明石幸男、最後の3日間〜」（2020年3月14日・15日、BSフジ） - 戸塚美保 役[80]
- 年下彼氏 Episode14（2020年5月24日、テレビ朝日、ドラマL） - 夏目祥子 役[81]
- 銀座黒猫物語 第6話「奈可久」（2020年8月21日、関西テレビ） - 主演・阪上美恵子 役[82]
- 科捜研の女 Season 20 第5話（2020年11月19日、テレビ朝日） - 佐川瑛美 役
- 江戸モアゼル〜令和で恋、いたしんす。〜 第1話（2021年1月8日、読売テレビ） - 桃山智子 役[83]
- アイカツプラネット!（2021年1月10日 - 6月27日、テレビ東京系） - 綿貫いずみ（実写パート / アニメパートの声） 役[84]
- にぶんのいち夫婦（2021年6月3日 - 7月29日、テレビ東京） - 三浦香住 役[85]
- 連続ドラマW 密告はうたう 警視庁監察ファイル（2021年8月22日 - 9月26日、WOWOW） - 夏木麻美 役[86]
- ゴシップ#彼女が知りたい本当の○○ 第2話（2022年1月13日、フジテレビ） - 牧紗耶香 役[87]
- 大河ドラマ 鎌倉殿の13人（2022年4月3日[88] - 10月30日[89]、NHK） - 巴御前 役[27][90][91]
- 恋の病と野郎組 Season2 第7話（2022年3月7日、日本テレビ） - 君塚まどか 役[92]
- ペットドクター花咲万太郎の事件カルテ（2022年3月26日、BS-TBS） - 大槻美鈴 役[93]
  - ペットドクター花咲万太郎の事件カルテ2〜お隣さんは殺人犯!?〜（2023年12月29日、BS-TBS）[94]
- メンタル強め美女白川さん（2022年4月7日 - 6月23日、テレビ東京） - 梅本カンナ 役[95][96]
- アイゾウ 警視庁・心理分析捜査班 第1話・第2話（2022年10月11日・18日、フジテレビ） - 魚益清香 役[97][98]
- 駐在刑事SP 2022（2022年10月17日、テレビ東京系） - 和久井瞳 役[99]
- 必殺仕事人（2023年1月8日、テレビ朝日） - 文代 役[100]
- 弁護士ソドム 第1話（2023年4月28日、テレビ東京） - 水元沙耶 役[101]
- モンスター 第5話・第6話（2024年11月11日・18日、関西テレビ・フジテレビ系） - サトウエマ 役[102]

### 吹き替え
- スプリング・ブレイカーズ（2013年6月15日公開、トランスフォーマー） - フェイス 役〈セレーナ・ゴメス〉（Blu-ray / DVD版）
- マーベル・シネマティック・ユニバース - マンティス 役〈ポム・クレメンティエフ〉
  - ガーディアンズ・オブ・ギャラクシー:リミックス（2017年5月12日公開、ウォルト・ディズニー・ジャパン）[103]
  - アベンジャーズ/インフィニティ・ウォー（2018年4月27日公開、ウォルト・ディズニー・ジャパン）[104]
  - アベンジャーズ/エンドゲーム（2019年4月26日公開、ウォルト・ディズニー・ジャパン）[105]
  - ソー:ラブ&サンダー（2022年7月8日公開、ウォルト・ディズニー・ジャパン）[106]
  - ガーディアンズ・オブ・ギャラクシー ホリデー・スペシャル（2022年11月25日配信、Disney+）[107]
  - ガーディアンズ・オブ・ギャラクシー:VOLUME 3（2023年5月3日公開、ウォルト・ディズニー・ジャパン）[108]

### ドキュメンタリー
- ハートネットTV「ロンドンパラリンピックへの道」および「シリーズ・パラリンピックへの挑戦」（2012年随時、NHK Eテレ）
- ロンドンパラリンピック関連番組
  - まもなく ロンドンパラリンピック開幕!「世界に挑む日本選手」（2012年8月26日、NHK Eテレ）
  - ロンドンパラリンピック 大会7日目 ダイジェスト（2012年9月5日、NHK総合・NHK Eテレ）
  - ロンドンパラリンピック 大会9日目 ダイジェスト（2012年9月7日、NHK総合・NHK Eテレ）
- ガチアジア「芸能”チャイニーズ・ドリーム”〜台湾からアジアを制す〜」（2014年1月23日、NHK九州沖縄ブロック）
- アフリカ縦横無尽 絶景と悲劇の大陸をゆく（NHK）
  - 第1集（2024年6月8日）- 語り[109]
  - 第2集（2024年6月15日）- 語り[110]

### 情報番組・スポーツ番組
- マネーの羅針盤（2014年4月5日 - 2016年3月26日、テレビ東京） - メインMC
- ラン×スマ 街の風になれ（2016年4月13日 - 2019年3月16日、NHK BS1） - MC[111]
- ハワイに恋して2（2017年7月9日 - 2018年3月26日、BS12 トゥエルビ） - MC[112]
- 第27回寬仁親王牌・世界選手権記念トーナメントGI決勝戦（2018年10月8日、テレビ東京・BSテレビ東京） - MC
- B.LEAGUEウィークリーハイライト（2019年10月3日 - 、BS11） - MC[113]
- バラいろダンディ（2023年5月マンスリーアシスタント、TOKYO MX）

### バラエティ番組
- 輝け★アプリの星（2007年11月10日 - 2008年2月9日、仙台放送）
- G.I.ゴロー（2010年4月11日 - 9月20日、TBS） - 準レギュラー
- 森田一義アワー 笑っていいとも!（月曜日レギュラー：2010年10月4日 - 2011年3月28日、水曜日レギュラー：2011年4月6日 - 9月28日、金曜日レギュラー：2011年10月7日 - 2012年3月30日、フジテレビ）[114]
- 笑っていいとも!増刊号（2010年10月10日 - 2012年4月1日、フジテレビ）
- 流行りん♥モンロー!（2012年4月23日 - 9月17日、関西テレビ） - アシスタント[115]
- ハンサムキッチン（2012年4月2日 - 2014年、フジテレビONE）
- ひるブラ（2013年 - 不定期出演、NHK総合）
- カップルキッチン（2014年7月16日 - 、フジテレビTWO）[116]
- アルティメット・ビーストマスター シーズン1（2017年2月24日 - 、Netflixオリジナルシリーズ） - MC[117]
- 旅こぎ〜自転車女子の列島ツーリング 東海道編（2018年10月27日 - 2019年3月2日、TBSチャンネル1）[118]
- 痛快TV スカッとジャパン（フジテレビ）
  - ショートドラマ「ビンタスカッと」（2019年5月27日・2020年6月1日・9月21日・10月26日） - 松本苑子 役[119][120][121][122]

### 音楽番組
- ミュージャック（2008年4月18日 - 2009年4月3日、関西テレビ） - MC

### ナレーション
- 第27回FNSドキュメンタリー大賞 ノミネート作品 南京の日本人（2018年10月7日、フジテレビ）[123]
- BS12スペシャル「“言葉の難民”～このくにでいきるこどもたち～」（2019年5月17日、BS12 トゥエルビ）[124]

### その他のテレビ番組
- テレビ60年 連続テレビ小説"あなたの朝ドラって何!"（2013年1月5日、NHK総合）
- 歴史秘話ヒストリア（NHK総合）
  - #181「富岡製糸場 世界遺産へ〜世界を魅了した少女たちのシルク」（2014年5月21日）[125]
  - #285「大奥ロイヤルウエディング 篤姫と和宮と運命のプリンス」（2017年6月16日） - 篤姫 役[126]
- あなたのやさしさを2015〜NHK歳末・海外たすけあい（2015年12月5日、NHK総合）[127]
- NHK高校講座「歴史総合」（2022年4月4日 - 、NHK Eテレ）[128]
- つなぐ、つながるSP戦争と子どもたち 2023⇒1945（2023年8月12日、TBS）[129]

### ラジオ
- オダイバファイティーン（2009年4月9日 - 2010年4月8日、デックス東京ベイスタジオ）
- リッスン? 〜Live 4 Life〜（2010年4月6日 - 27日・7月6日 - 27日、文化放送） - 4月度・7月度火曜パーソナリティ
- AKB48秋元才加・宮澤佐江のうっかりチャンネル（2010年10月7日 - 2011年9月29日、文化放送）
- ViVADiVA!（2011年10月6日 - 2013年3月28日、文化放送）
- 千葉ドリーム!もぎたてラジオ（2011年7月3日 - 2020年3月29日[130]、TBSラジオ） - 千葉インフォメーションコーナー担当
- AKB48の"私たちの物語"（NHK-FM）
  - 「みんなにありがとう」、「不思議の国の、アツコ」、「10年後」（2010年8月14日）
  - 第4話「遠い灯り」（2011年4月29日）
  - 第5話「DiVA〜歌姫」、第6話「シンデレラの涙」主演（2011年5月13日）
  - 第14話「夏休みミステリースペシャル 犯人はだれだ?」（2011年8月19日）
  - 第23話「クリスマス・スペシャル『上から降りてきたマリコ』」（2011年12月23日）
  - 第29話「Lost the way」主演（2012年3月30日）
- 音楽ドラマ「冬も！恋する♪クラシック」（2013年12月23日、NHK-FM）[131]
- 秋元才加のWeekly Japan!!（2016年4月2日 - 2018年3月、TOKYO FM）
- NEXCO東日本 presents Aqua Line Party（2017年8月6日 - 2018年2月25日、FMヨコハマ）
- 秋元才加とJOYのWeekly Japan!!（2018年4月7日 - 2020年3月28日、TOKYO FM）[132]

### 舞台
- おいしいタイミング（2008年6月4日 - 8日、全労済ホール スペース・ゼロ）[133]
- ミュージカル AKB歌劇団「∞・Infinity」（2009年10月30日 - 11月8日、THEATRE G-ROSSO） - 村雨ルカ 役（宮澤佐江とのWキャスト）
- ミュージカル ミンキーモモ〜鏡の国のプリンセス〜（2010年4月29日 - 5月5日、サンシャイン劇場） - ナイトメアー 役[134]
- 30-DELUX 電撃チョモランマ隊MIX「スペースウォーズ」（2010年7月22日、東京グローブ座）[135]
- アトリエ・ダンカンプロデュース音楽劇「ACT泉鏡花」（2010年10月1日 - 10日、東京グローブ座 / 12日、仙台電力ホール / 15日、名鉄ホール / 17日、長崎市公会堂 / 20日、京都芸術劇場春秋座 / 23日・24日、北國新聞赤羽ホール）[136]
- スーパーLIVEショー「ダブルヒロイン」（2011年9月22日・24日 - 26日、品川ステラボール） - 主演・木下レイチェル 役[137]
- ローマの休日（2012年5月12日・13日、梅田芸術劇場 シアター・ドラマシティ / 20日、可児市文化創造センター 主劇場 / 23日・24日・26日・27日、天王洲 銀河劇場） - アン王女 役（荘田由紀とのWキャスト）[138][139]
- ミュージカル「ロックオペラ モーツァルト」（2013年2月11日 - 17日、東急シアターオーブ / 22日 - 24日、梅田芸術劇場 メインホール） - コンスタンツェ・モーツァルト 役[140]
- 国民の映画（2014年2月8日 - 3月9日、PARCO劇場 / 3月13日 - 16日、森ノ宮ピロティホール / 3月21日 - 23日、刈谷市総合文化センター / 4月4日 - 6日、福岡市民会館） - エルザ 役[141][142]
- ミュージカル「シャーロック・ホームズ2 〜ブラッディ・ゲーム〜」（2015年4月26日 - 5月10日、東京芸術劇場 プレイハウス / 5月16日・17日、キャナルシティ劇場 / 5月21日 - 24日、兵庫県立芸術文化センター） - マリア 役[143]
- 夜が私を待っている 〜ナイト・マスト・フォール〜（2016年10月15日 - 30日、紀伊國屋サザンシアター TAKASHIMAYA / 11月12日、仙台電力ホール） - オリヴィア・グレイン 役[144][145]
- ミュージカル「にんじん」（2017年8月1日 - 27日、新橋演舞場 / 9月1日 - 10日、大阪松竹座） - エルネスティーヌ 役[146][147]
- ミュージカル「ゴースト」（2018年8月5日 - 31日、シアタークリエ / 9月8日 - 10日、サンケイホールブリーゼ / 9月15日・16日、久留米シティプラザ ザ・グランドホール / 9月22日・23日、刈谷市総合文化センター アイリス） - ヒロイン・モリー・ジェンセン 役（咲妃みゆとのWキャスト）[148][149][150]
- シス・カンパニー公演「日本の歴史」（2018年12月4日 - 28日、世田谷パブリックシアター / 2019年1月6日 - 13日、梅田芸術劇場 シアター・ドラマシティ）[151]
- 即興ミュージカル「あなたと作る〜etude The 美4」（2020年10月21日・23日・24日、配信上演）[152]
- シス・カンパニー公演「日本の歴史」再演（2021年7月6日 - 18日、新国立劇場 中劇場 / 23日 - 30日、梅田芸術劇場 シアター・ドラマシティ）[153][154]
- ようこそ、ミナト先生（2022年6月4日 - 19日、新国立劇場 中劇場 / 6月29日 - 7月3日、梅田芸術劇場 メインホール） - 高梨由佳子 役[155][156]
- シス・カンパニー公演「ショウ・マスト・ゴー・オン」（2022年11月7日 - 13日、キャナルシティ劇場 / 11月17日 - 20日、京都劇場 / 11月25日 - 12月27日、世田谷パブリックシアター）[157]
- マーダーミステリーシアター「殺意の代償」（2025年3月14日、品川プリンスホテル クラブeX）[158]
- 松竹創業130周年「スイートホーム ビターホーム」（2025年12月6日 - 14日〈予定〉、大阪松竹座 / 12月20日〈予定〉、北國新聞赤羽ホール / 12月26日 - 29日〈予定〉、シアターH） - 佐久間亜紀子 役[159]

### ネット配信
- チーバくんを探せ!!Season2（2018年8月22日 - 、公式サイト・ポニーキャニオン YouTubeチャンネル） - 秋元研究員 役[160]
- オンライン演劇「スーパーフラットライフ」（2021年4月3日・4日配信開始、LINE LIVE-VIEWING） - 主演・棚橋エリ 役[161]
- イヤードラマ「ぷく友」（2022年2月7日配信開始、全5話、NUMA・NUMAプレミアム） - 牧田さん 役[162]
- FOD特別編「アイシー〜妄想記憶捜査・小金井大〜」（2025年3月25日配信開始、FOD） - 児玉英里子 役[163]

### CM
- ボシュロム・ジャパン バイオトゥルー® ワンデー  - アンバサダー
  - 「My Days with Biotrue®」キャンペーン WebCM・スペシャルムービー（2014年4月 - ）[164]
- カゴメ 野菜生活100「栄養吸収率の高い野菜」篇（2015年3月14日 - ）[165][166]

### 広報・キャンペーン
- ゼビオホールディングス スーパースポーツゼビオ・ヴィクトリア 「adidas GOLD LINE」（2012年3月1日 - ） - イメージキャラクター[167]
- エスアールエー 「パッとCOOL」（2012年4月 - ） - イメージキャラクター[168]
- NHK 2014年 春の新生活応援！キャンペーン（2014年2月13日 - 5月31日） - イメージキャラクター[169]
- ゴールドウイン Speedo® 「GET SPEEDO FIT」プロジェクト（2014年4月 - ） - イメージキャラクター[170][171]
- 日本コカ・コーラ アクエリアス パートナー契約プロジェクト（2016年2月22日 - ） - パートナー第1号[172]
  - WEBムービー「パートナープロジェクト“始動”編」[173]
- ちばアクアラインマラソン2016（2016年10月23日） - PR大使[174]
- 厚生労働省 令和3年度「自殺予防週間 / 自殺対策強化月間」相談窓口周知・啓発活動（2021年9月10日 - 16日 / 2022年3月 - ）[175][176]

### イベント
- Livejack vol.3（2009年2月7日、なんばHatch） - MC[177]
- mentos® フレッシュスカイダイブ＠六本木ヒルズ オープニングイベント（2015年6月4日、六本木ヒルズアリーナ） - 「メントス フレッシュコーラ」サポーター代表[178]
- フィリピン国交正常化60周年「TIAT WORLD CULTURE EVENT フィリピンフェア」（2016年7月30日・31日、羽田空港国際線旅客ターミナル） - スペシャルゲスト[179]
- BS12トゥエルビ スペシャルナイター 千葉ロッテマリーンズVS中日ドラゴンズ戦 始球式（2017年6月8日、ZOZOマリンスタジアム）[180]
- 東京湾アクアライン・海ほたるパーキングエリア 20周年記念『Special Party20』記念セレモニー（2017年12月17日、海ほたるパーキングエリア） - アンバサダー[181]

## ランウェイ
- GirlsAward 2013 Autumn/Winter（2013年9月28日、国立代々木競技場第一体育館）[182][183]
- GirlsAward 2014 SPRING/SUMMER（2014年4月19日、国立代々木競技場第一体育館）[184]
- GirlsAward 2014 AUTUMN/WINTER（2014年10月1日、国立代々木競技場第一体育館）[185]
- Tokyo Africa Collection 2019（2019年9月1日、有楽町朝日ホール） - 特別ショーディレクター[186]

## 書籍
- 講談社MOOK 東京マラソン2012 公式ガイドブック（2011年12月6日、講談社） - インタビュー収録 ISBN 978-4-06-389590-2
- 日本語教師になろう 2014年度版まるごとガイドブック（2013年1月22日、アルク） - 表紙・ルポルタージュ収録[187] ISBN 978-4-7574-2257-5
- 動かなくてもお腹が凹む 30日間体幹チャレンジ（2018年2月16日、著者；木場克己、宝島社） - 表紙モデル ISBN 978-4-8002-8088-6

### 写真集
- 秋元才加 1st Photobook ありのまま。（2013年10月22日、徳間書店）[188]ISBN 978-4-19-710379-9

### 雑誌連載
- Numéro TOKYO（2012年1月28日 - 、扶桑社） - 「TOKYO〜秋元才加のモードな女道〜」
- 松戸市Walker（2014年1月31日 - 、KADOKAWA）[189]
- SPUR（2020年2月22日 - 、集英社） - 「秋元才加の音語り」[190]

### Web連載
- マイナビニュース（2017年9月14日 - 2018年8月24日、マイナビ） - 「秋元才加のココカラ、Healthy」[191]

### 新聞掲載
- 朝日新聞朝刊（2014年7月10日[192]）
- 朝日新聞DIGITAL（2016年1月25日[193]）

### カレンダー
- 秋元才加 2011年カレンダー（2010年9月30日、ハゴロモ）
- 秋元才加 2012年カレンダー（2011年11月19日、ハゴロモ）
- 秋元才加 2012 TOKYOデートカレンダー（2011年11月29日、ハゴロモ）
- 卓上 秋元才加 2013年カレンダー（2012年12月7日、ハゴロモ）